# Nemesia corsica
Nemesia corsica is een spinnensoort in de taxonomische indeling van de bruine klapdeurspinnen (Nemesiidae).
Nemesia corsica werd in 1914 beschreven door Simon.